# Neukirchen (Oberwiera)
Neukirchen (ⓘ) ist ein Ortsteil von Oberwiera im Landkreis Zwickau (Freistaat Sachsen) an der Grenze zu Thüringen. Bis 1928 gehörte der Ort teilweise zu Thüringen. Er wurde am 1. Juli 1950 nach Oberwiera eingemeindet. 

## Geografie

### Geografische Lage
Neukirchen liegt im südlichen Gemeindegebiet von Oberwiera. Der durch den Ort führende Hermsbach entwässert in die Wiera. Er bildete bis 1928 die Grenze zwischen dem sächsischen und dem thüringischen Anteil von Neukirchen.

### Nachbarorte
|             | Oberwiera                                   | Wickersdorf    |
| Breitenbach | Kompassrose, die auf Nachbargemeinden zeigt |                |
| Pfaffroda   | Remse                                       | Kleinchursdorf |

## Geschichte

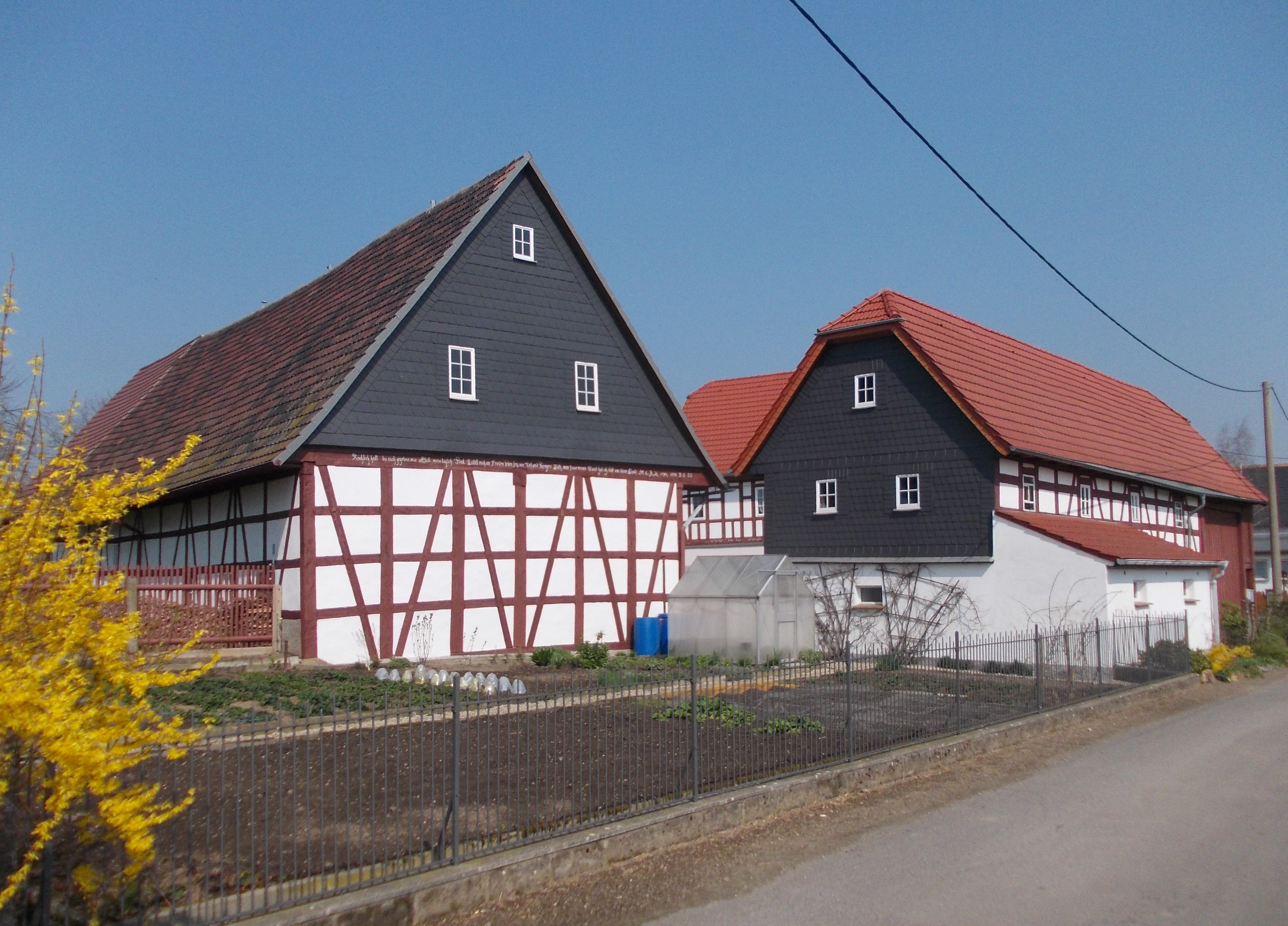
Hof in Neukirchen

Neukirchen wurde im 14. Jahrhundert erstmals im Jahr 1336 als „Nuenkirchen“ und 1378 als „Nuwenkirchin“ erwähnt. Der Ort war bis 1928 in einen größeren sächsischen Teil südlich des Hermsbachs und in einen kleineren altenburgischen bzw. thüringischen Teil (Exklave) nördlich des Hermsbachs geteilt. Bis in das 19. Jahrhundert waren im Ort die Tracht und die Bräuche des Altenburger Lands lebendig. 

### Neukirchen (sächs. Anteil)

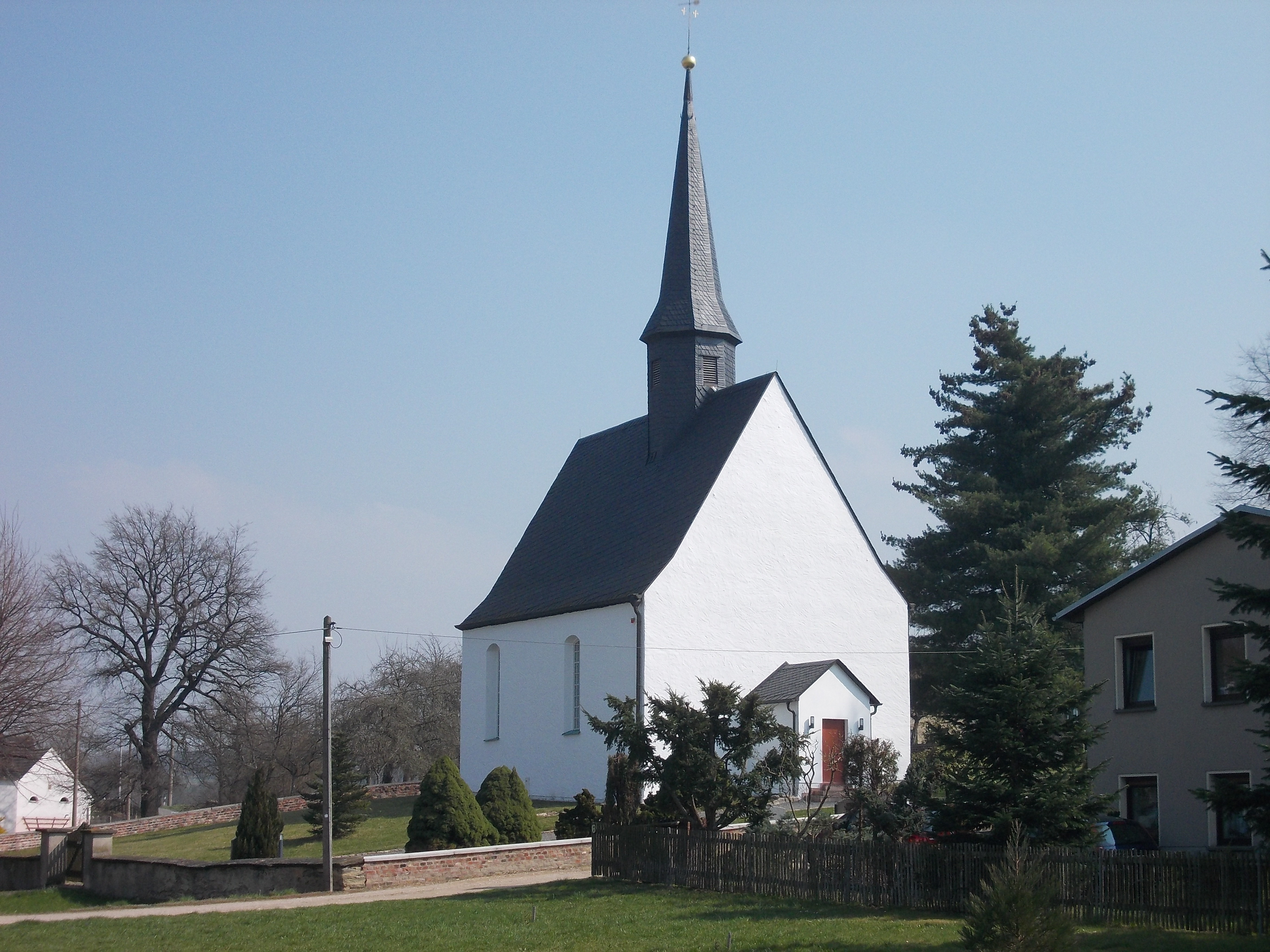
Kirche von Neukirchen

Der größere, sächsische Anteil von Neukirchen befand sich südlich des Hermsbachs. Er bestand neben der Kirche und der Schule aus vier Anspann-, sechs Handgütern, einem Gartengut, einem Gasthof und drei Häusern. Die aus dem 13. Jahrhundert stammende Kirche von Neukirchen spiegelte die komplizierte politische Situation der Region um Oberwiera wider. Während Neukirchen politisch zwischen dem Kurfürstentum Sachsen und dem Herzogtum Sachsen-Altenburg geteilt war, gehörten die Einwohner beider Teile zu einer Kirchgemeinde, die im sächsischen Teil lag und von dem schönburgischen Ephoralamt in Glauchau verwaltet wurde. Der Pfarrer wiederum wurde vom Herzoglichen Ministerium zu Altenburg für Niederwiera im Altenburgischen eingesetzt, mit dem Neukirchen seit der Auflösung des Klosters Remse im Zuge der Reformation im Jahr 1533 in einem Schwesterkirchverhältnis stand.
Neukirchen (sächs. Anteil) kam im Jahr 1543 als einstiger Besitz des im Zuge der Reformation im Jahr 1533 aufgelösten Klosters Remse durch Kauf an die Herren von Schönburg. Der Ort gehörte seitdem als Amtsdorf zur schönburgischen Herrschaft Remse, die jedoch als Lehnsherrschaft unter wettinischer Oberhoheit stand. Im Rahmen der administrativen Neugliederung des Königreichs Sachsens wurde Neukirchen (sächs. Ant.) als Teil der schönburgischen Lehnsherrschaft Remse im Jahr 1835 der Kreisdirektion Zwickau unterstellt. Die Lehnsherrschaft Remse mit ihren Orten wurde seitdem administrativ durch das königlich-sächsische Amt Zwickau verwaltet.
Ab 1856 gehörte Neukirchen (sächs. Ant.) zum Gerichtsamt Remse und ab 1875 zunächst zur Amtshauptmannschaft Zwickau. Nachdem auf dem Gebiet der Rezessherrschaften Schönburg im Jahr 1878 eine Verwaltungsreform durchgeführt wurde, kam das zu dieser Zeit 76 Einwohner zählende Neukirchen (sächs. Ant.) mit dem gesamten ehemaligen Gerichtsamtsbezirk Remse im Jahr 1880 zur neu gegründeten sächsischen Amtshauptmannschaft Glauchau. Seit 1903 gingen die Schüler des sächsischen Anteils nicht mehr ins altenburgische Niederwiera, sondern ins sächsische Oberwiera zur Schule.

### Neukirchen (altenburg. bzw. thür. Anteil)

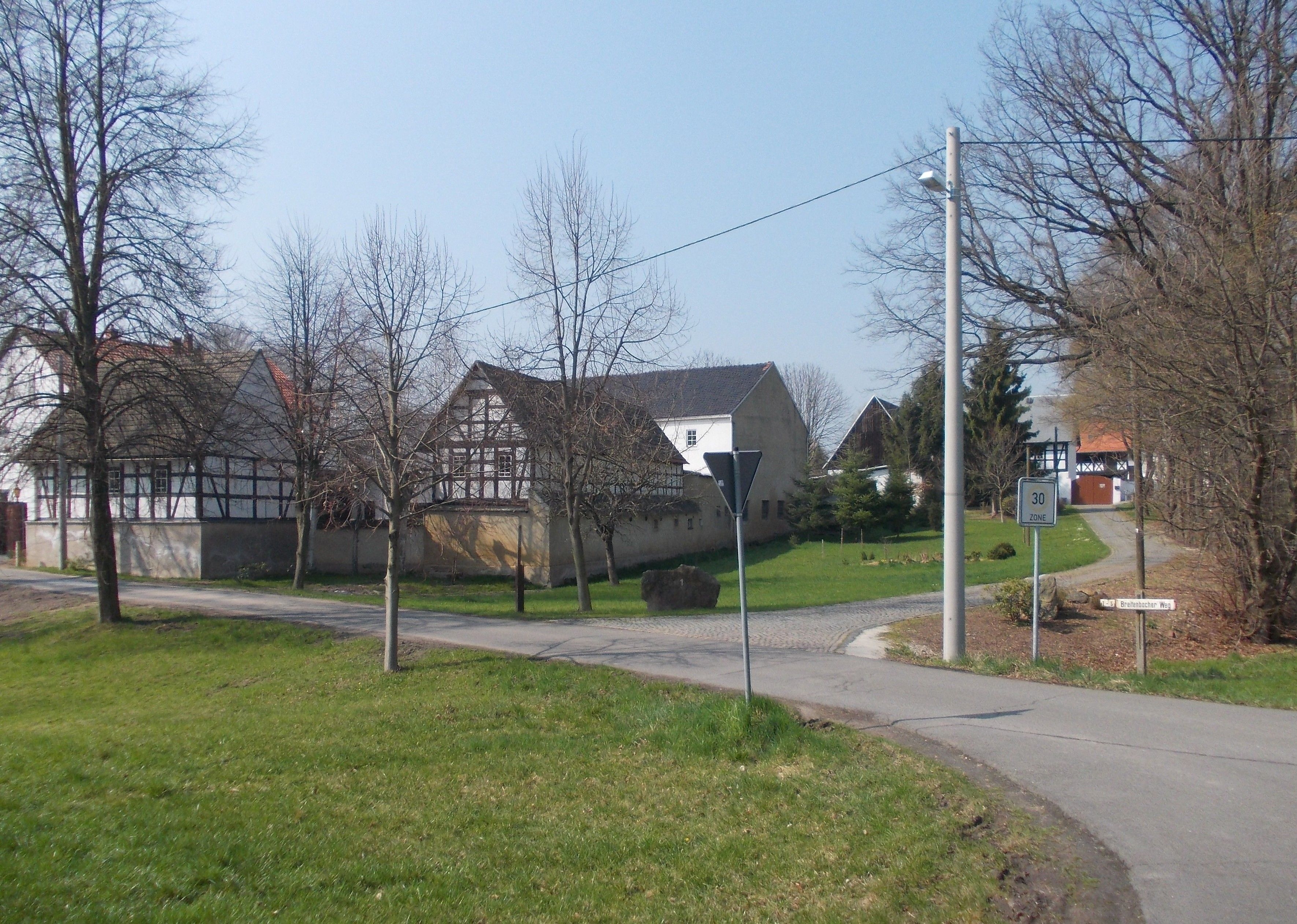
Höfe im ehemaligen thüringischen Teil von Neukirchen

Der kleinere, altenburgische Anteil von Neukirchen befand sich als Exklave umschlossen von sächsischem bzw. schönburgischem Gebiet nördlich des Hermsbachs. Er umfasste einen Gasthof, zwei Anspann-, sechs Handgüter und zwei Häuser. Die Einwohner gehörten kirchlich zur Kirche auf der sächsischen Seite. Die Schüler des altenburgischen Anteils gingen in Niederwiera zur Schule.
Neukirchen (altenburg. Anteil) zahlte bereits seit der Zeit der Altenburger Teilung im Jahr 1445 seine Abgaben und Steuern
ins wettinische Amt Altenburg, welches ab dem 16. Jahrhundert aufgrund mehrerer Teilungen im Lauf seines Bestehens unter der Hoheit folgender Ernestinischer Herzogtümer stand: Herzogtum Sachsen (1554 bis 1572), Herzogtum Sachsen-Weimar (1572 bis 1603), Herzogtum Sachsen-Altenburg (1603 bis 1672), Herzogtum Sachsen-Gotha-Altenburg (1672 bis 1826). 
Bei der Neuordnung der Ernestinischen Herzogtümer im Jahr 1826 kam Neukirchen (altenburg. Anteil) wiederum zum Herzogtum Sachsen-Altenburg. Nach der Verwaltungsreform im Herzogtum gehörte der um 1880 65 Einwohner zählende Ort bezüglich der Verwaltung zum Ostkreis (bis 1900) bzw. zum Landratsamt Altenburg (ab 1900). Neukirchen (altenburg. Anteil) gehörte ab 1918 zum Freistaat Sachsen-Altenburg, der 1920 im Land Thüringen aufging. 1922 kam der Ort zum Landkreis Altenburg.

### Geschichte von Neukirchen seit 1928
Im Jahr 1928 erfolgten ein Gebietsaustausch und eine Grenzbereinigung zwischen dem Freistaat Sachsen und dem Land Thüringen.
In dem thüringisch-sächsischen Staatsvertrag vom 7. Dezember 1927 wurden bereits im Vorfeld die Gebiete festgesetzt, die die Länder wechselten. Der Gesetzesentwurf stammt vom 15. März 1928. Dadurch wurde der bis dahin als thüringische Exklave komplett von sächsischem Gebiet umschlossene Anteil nördlich des Hermsbachs vollständig an Sachsen abgetreten und mit dem sächsischen Anteil zur Gemeinde Neukirchen vereinigt.
Am 1. Juli 1950 wurde Neukirchen in die Gemeinde Oberwiera eingegliedert und stellt im Wappen der Gemeinde nun eine der sechs Ähren dar. Durch die zweite Kreisreform in der DDR kam Neukirchen als Teil der Gemeinde Oberwiera im Jahr 1952 zum Kreis Glauchau im Bezirk Chemnitz (1953 in Bezirk Karl-Marx-Stadt umbenannt), der ab 1990 als sächsischer Landkreis Glauchau fortgeführt wurde und 1994 im Landkreis Chemnitzer Land bzw. 2008 im Landkreis Zwickau aufging. Das Melkhaus wurde im Jahr 1987 zum Bürgerhaus umgebaut.

### Sehenswürdigkeiten
Die Kirche von Neukirchen stammt aus dem 13. Jahrhundert. Das ursprünglich im Stil der Gotik und Romanik erbaute Gotteshaus wurde zuletzt im Stil des Klassizismus umgestaltet. Die Glocke aus dem 14. Jahrhundert ist eine der ältesten in der Region. Der gotische Marienaltar aus dem Jahr 1520 wurde von dem Altenburger Schnitzmeister Franz Geringswald erschaffen. Vermutlich stammt er aus dem Kloster Remse, dessen Tochterkirche das Gebäude bis zur Reformation war. Die Kanzel und Kassettendecke stammen aus der Zeit der Renaissance. Taufstein und Orgel sind aus dem 19. Jahrhundert. Im Jahr 2011 wurde die Kirche renoviert.